# 6-Stunden-Rennen von São Paulo 2012

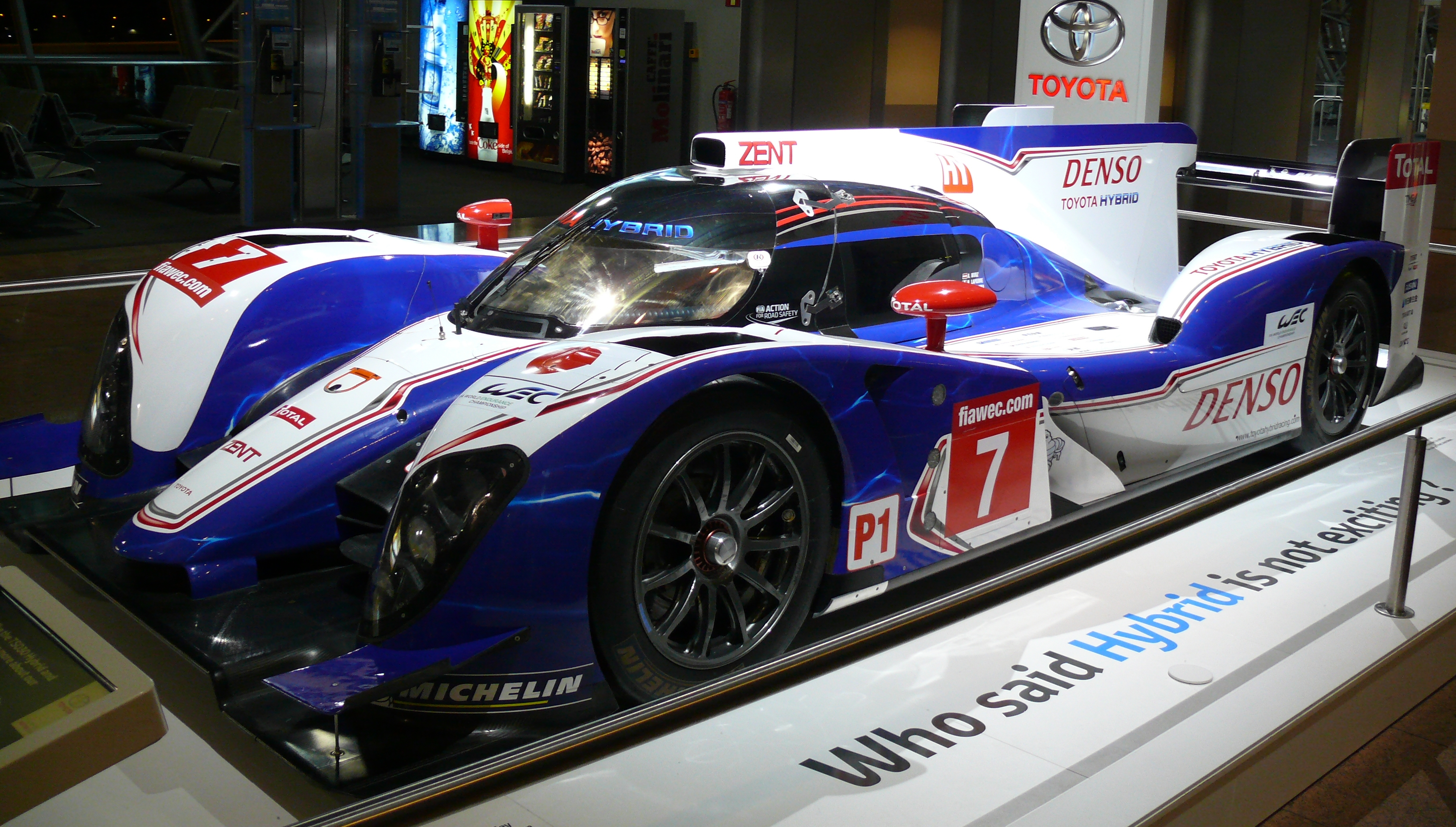
Erster Rennsieg für den Toyota TS030 Hybrid

Das 6-Stunden-Rennen von São Paulo 2012, auch 6h de Sao Paulo, Interlagos, fand am 15. September auf dem Autódromo José Carlos Pace statt und war der fünfte Wertungslauf der FIA-Langstrecken-Weltmeisterschaft dieses Jahres.

## Das Rennen
Das Rennen in Interlagos endete mit dem ersten Rennsieg eines Toyota-Le-Mans-Prototyps in der Geschichte der FIA-Langstrecken-Weltmeisterschaft. Nach der Pole-Position durch Alexander Wurz war der Wagen mit der Nummer 7 auch im Rennen das schnellste Fahrzeug. Mit Partner Nicolas Lapierre fuhr Wurz bis zur Zielflagge einen Vorsprung von einer Minute auf den Audi R18 e-tron quattro von André Lotterer, Benoît Tréluyer und Marcel Fässler heraus. Durch eine verbesserte Treibstoffeffizienz des TS030 Hybrid war der Reichweitenunterschied zu Audi zwischen den Tankstopps nicht mehr so eklatant wie beim 6-Stunden-Rennen von Silverstone. Durch das Einsparen eines Boxenstopps konnten Wurz und Lapierre eine ähnliche Renntaktik fahren wie die Audis von Joest Racing.

## Ergebnisse

### Schlussklassement
| 1               | LMP1    | 7   | Toyota Racing           | Alexander Wurz Nicolas Lapierre                      | Toyota TS030 Hybrid       | 247 |
| 2               | LMP1    | 1   | Audi Sport Team Joest   | André Lotterer Benoît Tréluyer Marcel Fässler        | Audi R18 e-tron quattro   | 247 |
| 3               | LMP1    | 2   | Audi Sport Team Joest   | Tom Kristensen Allan McNish Lucas di Grassi          | Audi R18 ultra            | 247 |
| 4               | LMP1    | 12  | Rebellion Racing        | Nicolas Prost Neel Jani                              | Lola B12/60               | 242 |
| 5               | LMP1    | 21  | Strakka Racing          | Nick Leventis Danny Watts Jonny Kane                 | HPD ARX-03a               | 240 |
| 6               | LMP1    | 13  | Rebellion Racing        | Andrea Belicchi Harold Primat                        | Lola B12/60               | 240 |
| 7               | LMP2    | 44  | Starworks Motorsport    | Vicente Potolicchio Ryan Dalziel Stéphane Sarrazin   | HPD ARX-03b               | 234 |
| 8               | LMP2    | 49  | Pecom Racing            | Luís Pérez Companc Pierre Kaffer Nicolas Minassian   | Oreca 03                  | 231 |
| 9               | LMP1    | 22  | JRM                     | David Brabham Karun Chandhok Peter Dumbreck          | HPD ARX-03a               | 230 |
| 10              | LMP2    | 24  | OAK Racing              | Matthieu Lahaye Olivier Pla Jacques Nicolet          | Morgan LMP2               | 230 |
| 11              | LMP2    | 41  | Greaves Motorsport      | Christian Zugel Ricardo González Elton Julian        | Zytek Z11SN               | 229 |
| 12              | LMP2    | 25  | ADR-Delta               | John Martin Tor Graves Jan Charouz                   | Oreca 03                  | 228 |
| 13              | LMP2    | 32  | Lotus                   | Vitantonio Liuzzi Kevin Weeda James Rossiter         | Lola B12/80               | 228 |
| 14              | LMP2    | 26  | Signatech Nissan        | Pierre Ragues Nelson Panciatici Roman Rusinov        | Oreca 03                  | 227 |
| 15              | LMP2    | 31  | Lotus                   | Thomas Holzer Mirco Schultis Luca Moro               | Lola B12/80               | 226 |
| 16              | GTE Pro | 51  | AF Corse                | Giancarlo Fisichella Gianmaria Bruni                 | Ferrari 458 Italia        | 221 |
| 17              | GTE Pro | 97  | Aston Martin Racing     | Stefan Mücke Darren Turner                           | Aston Martin Vantage V8   | 220 |
| 18              | GTE Pro | 77  | Team Felbermayr Proton  | Richard Lietz Marc Lieb                              | Porsche 997 GT3 RSR       | 220 |
| 19              | GTE Pro | 71  | AF Corse                | Andrea Bertolini Olivier Beretta                     | Ferrari 458 Italia        | 219 |
| 20              | GTE Am  | 88  | Team Felbermayr-Proton  | Christian Ried Gianluca Roda Paolo Ruberti           | Porsche 997 GT3 RSR       | 213 |
| 21              | GTE Am  | 70  | Larbre Compétition      | Christophe Bourret Jean-Philippe Belloc Pascal Gibon | Chevrolet Corvette C6 ZR1 | 211 |
| 22              | GTE Am  | 61  | AF Corse-Waltrip        | Francisco Longo Alexandre Negrao Enrique Bernoldi    | Ferrari 458 Italia        | 210 |
| 23              | GTE Am  | 55  | JWA-Avila               | Markus Palttala Joël Camathias Paul Daniels          | Porsche 997 GT3 RSR       | 195 |
| 24              | LMP2    | 29  | Gulf Racing Middle East | Jean-Denis Delétraz Keiko Ihara Fabien Giroix        | Lola B12/80               | 194 |
| Disqualifiziert |         |     |                         |                                                      |                           |     |
| 25              | GTE Am  | 50  | Larbre Compétition      | Julien Canal Patrick Bornhauser Fernando Rees        | Chevrolet Corvette C6 ZR1 | 216 |
| Ausgefallen     |         |     |                         |                                                      |                           |     |
| 26              | LMP2    | 35  | OAK Racing              | Alex Brundle Bertrand Baguette Dominik Kraihamer     | Morgan LMP2               | 164 |
| 27              | LMP2    | 23  | Signatech Nissan        | Jordan Tresson Franck Mailleux Olivier Lombard       | Oreca 03                  | 96  |
| 28              | GTE Am  | 57  | Krohn Racing            | Tracy Krohn Niclas Jönsson Michele Rugolo            | Ferrari 458 Italia        | 1   |
| Nicht gestartet |         |     |                         |                                                      |                           |     |
| 29              | LMP1    | 12T | Rebellion Racing        |                                                      | Lola B12/60               | 1   |
| 30              | LMP2    | 29T | Gulf Racing Middle East |                                                      | Lola B12/80               | 2   |

1 Trainingswagen
2 Trainingswagen

### Nur in der Meldeliste
Hier finden sich Teams, Fahrer und Fahrzeuge, die ursprünglich für das Rennen gemeldet waren, aber aus den unterschiedlichsten Gründen daran nicht teilnahmen.
| Pos. | Klasse  | Nr. | Team          | Fahrer                          | Chassis            |
| ---- | ------- | --- | ------------- | ------------------------------- | ------------------ |
| 31   | GTE Am  | 58  | Luxury Racing | Pierre Ehret Frankie Montecalvo | Ferrari 458 Italia |
| 32   | GTE Pro | 59  | Luxury Racing | Frédéric Makowiecki Jaime Melo  | Ferrari 458 Italia |

### Klassensieger
| Klasse  | Fahrer               | Fahrer           | Fahrer            | Fahrzeug            | Platzierung im Gesamtklassement |
| ------- | -------------------- | ---------------- | ----------------- | ------------------- | ------------------------------- |
| LMP1    | Alexander Wurz       | Nicolas Lapierre |                   | Toyota TS030 Hybrid | Gesamtsieg                      |
| LMP2    | Vincente Potolicchio | Ryan Dalziel     | Stéphane Sarrazin | HPD ARX 03b         | Rang 7                          |
| GTE Pro | Giancarlo Fisichella | Gianmaria Bruni  |                   | Ferrari 458 Italia  | Rang 16                         |
| GTE Am  | Christian Ried       | Gianluca Roda    | Paolo Ruberti     | Porsche 997 GT3 RSR | Rang 20                         |

### Renndaten
- Gemeldet: 32
- Gestartet: 28
- Gewertet: 24
- Rennklassen: 4
- Zuschauer: 25000
- Wetter am Renntag: wolkig und trocken
- Streckenlänge: 4,309 km
- Fahrzeit des Siegerteams: 6:01:08,356 Stunden
- Gesamtrunden des Siegerteams: 247
- Gesamtdistanz des Siegerteams: 1064,320 km
- Siegerschnitt: 176,800 km/h
- Pole Position: Alexander Wurz – Toyota TS030 Hybrid (#7) – 1:22,363 = 188,300 km/h
- Schnellste Rennrunde: Tom Kristensen – Audi R18 ultra (#2) – 1:23,070 = 186,700 km/h
- Rennserie: 5. Lauf zum FIA-Langstrecken-Weltmeisterschaft 2012